# Cmentarz Północny w Monachium
Cmentarz Północny w Monachium (niem. Nordfriedhof) – cmentarz w Monachium.
Został założony pod koniec XIX wieku. Jest położony w dzielnicy Schwabing-Freimann. Zostało na nim pochowanych ponad 32 tys. osób.